# Т-дуальність
Т-дуальність — симетрія в теорії струн, застосовна до струнних теорій типу IIA і IIB і двом гетеротичним струнним теоріям. Перетворення Т-дуальності діють в просторах, в яких принаймні одна область має топологію кола. При такому перетворенні радіус R цієї області змінюється на 1/R, і «намотані» стани струн змінюються на високо-струнні стани в дуальній теорії. Т-дуальність пов'язує теорію суперструн типу IIA з теорією суперструн типу IIB. Це означає, що якщо взяти теорію типу IIA і теорію типу IIB і компактифікувати їх на коло, а потім поміняти гвинтові і імпульсні моди, а значить, і масштаби, то можна побачити, що теорії помінялися місцями. Те ж саме вірно і для двох гетеротичних теорій.
Наприклад, почнемо з IIA струни, «намотаної» один раз навколо даної області. Згідно T-дуальності, вона буде відображатися як IIB струна з імпульсом у цій області. IIA струна з топологічним числом (числом оборотів навколо області) рівним двом («намотана» двічі) буде відображатися як IIB струна з подвійним імпульсом тощо.
Припустимо, ми знаходимося в десятивимірному просторі-часі, що означає, що у нас дев'ять просторових і один часовий вимір. Уявімо один з просторових вимірів окружністю радіуса {\displaystyle R\,\!}, такого щоб при переміщенні в цьому напрямку на відстань {\displaystyle L=2\pi R\,\!} повернутися в ту ж точку, звідки стартували.
Частинка, що мандрує по колу, має квантований імпульс, що дає певний внесок у повну енергію частинки. Однак для струни все буде інакше, оскільки на відміну від частинки струна може «намотуватися» на коло. Число оборотів навколо кола називається «топологічним числом», і ця величина також квантована. Ще однією особливістю струнної теорії є те, що імпульсні моди та моди витків (гвинтові моди) є взаємозамінними, тому що можна замінити радіус {\displaystyle R\,\!} окружності величиною {\displaystyle L_{st}^{2}/R}, де {\displaystyle L_{st}\,\!} — Довжина струни. Якщо {\displaystyle R\,\!} значно менше довжини струни, то величина {\displaystyle L_{st}^{2}/R} буде дуже велика. Таким чином, змінюючи імпульсні моди і гвинтові моди струни, можна перемикатися між великим і дрібним масштабом.
Цей тип дуальності і називають Т-дуальністью.